# Honorato Campos Ederson
Honorato Campos Ederson (Parapuã, 1986. január 13. –) a Ligue 1-ben szereplő Olympique Lyon középpályása.

## Pályafutása
Ederson Sao Paolo utcáin kezdett futballozni. Innen került első csapatához a RS Futebol-hoz, majd igazolt az első osztályban lévő Juventude csapatához. Bekerült a brazil U17-es válogatottba is amivel megnyerték a 2003-ban Finnországban rendezett U17-es világbajnokságot. A döntőben a Cesc Fàbregasszal felálló Spanyolországot verték meg.

### Nice
2004-ben igazolt a Nice csapatához miután a klub menedzsere videón látta játszani. Debütálására 2005. február 5-én került sor egy Metz elleni bajnokin ahol a 72. percben cserélték be. Már a harmadik mérkőzésén megszerezte első gólját. A Monaco ellen be 45 méterről. Következő idényében megkapta a 10-es mezt. 20 mérkőzésen csak 2 gólt sikerült szereznie. A 2006-2007 idényben már 30 mérkőzésen lépett pályára, melyeken 6 gólt szerzett. Ebben a szezonban a 16. helyen zárt csapatával viszont felkeltette pár klub érdeklődését. Többek között figyelte a játékát a Real Madrid, a Juventus és a Manchester United is. Ezután még másfél szezonon át volt a Nice játékosa. A bajnokság minden mérkőzésén pályára lépett és ezeken 7 gólt szerzett.

### Olympique Lyon
2008 januárjában igazolt az Olympique Lyon csapatába 14 millió euróért. Viszont a szezon további részét a Nice csapatában tölthette és csak 2008 júniusában csatlakozott a Lyon keretéhez volt csapattársával Hugo Llorisszal. Első gólját 2008 szeptemberében szerezte a Le Havre ellen. Eleinte, Juninho helyetteseként számoltak vele, de a brazil 2009-es eligazolásakor megkapta a 10-es mezt és ő lett a csapat első számú irányítója. Franciaországi évei alatt megszerezte a francia állampolgárságot így akár szerepelhet a francia labdarúgó-válogatottban is.

## Díjai
- U17-es világbajnok
- U20-as Mauro Lanari emléktorna győztes
- U20-as Mauro Lanari emléktorna legjobb játékosa